# Inkretin
Inkretiner (incretins) er hormoner produceret i den gastrointestinale tragt, nærmere betegnet tyndtarmen. Deres primære funktion er stimulation af de pankreatiske endokrine kirtlers (de Langerhanske øers) ß-celler, som danner Insulin.
Ses specielt hos mennesker og andre pattedyr.
Ved forsøg med oralt indtag af glukose, mod intravenøs indgift, ses en markant forskel i frigivelsen af insulin, da inkretinerne kun sekreres når glukosen optages igennem tyndtarmen.
(Et tentativt estimat er, at inkretinerne står for ca. 70% af post-glukose insulinen sekreret fra pankreas, hos raske forsøgs individer - dette er stadigvæk et aktivt forskningsområde)
Inkretinerne GIP (Gastrisk Inhibitorisk Polypeptid) og GLP-1 (Glukagonlignende Peptid - 1) er dermed hovedansvarlige for kroppens insulin respons i den post prandiale fase (efter fødeindtag via Gi-tragten). Inkretinerne påvirker altså vævenes evne til at processere og deponere glukose, og er derved en vigtig del af organismens glukosetolerance.
Varianter af bl.a. GIP og GLP-1 ses i skrivende stund, som et lovede middel i behandlingen af T2DM (Type 2 Diabetes Mellitus).